# 厄巴納 (密蘇里州)
厄巴納（英語：Urbana）是位於美國密蘇里州達拉斯縣的城市。

## 人口
根據2020年美國人口普查的數據，厄巴納的面積為2.49平方千米，皆為陸地。當地共有人口387人，而人口密度為每平方千米155人。